# 1.ª División Ligera (Alemania)
La 1.ª División Ligera (1. Leichte-Division) fue una unidad perteneciente al Heer a comienzos de la Segunda Guerra Mundial.

## Historia
Fue formada en Wuppertal, Alemania el 10 de noviembre de 1938 de la 1.ª Brigada Ligera. Participó en la invasión de Polonia, y fue reorganizada y rebautizada como la 6.ª División Panzer el 18 de octubre de 1939.

## Comandantes
- Teniente General Erich Hoepner - (10 de noviembre de 1938 - 24 de noviembre de 1938)
- Teniente General Friedrich-Wilhelm von Loeper - (24 de noviembre de 1938 - 10 de octubre de 1939)
- Mayor general Werner Kempf - (10 de octubre de 1939 - 18 de octubre de 1939)

### Jefes de Operaciones (Ia)
- Teniente coronel Volkmar Schöne - (10 de noviembre de 1938 - 18 de octubre de 1939)

## Área de Operaciones
- Polonia - (septiembre de 1939 - octubre de 1939)

## Orden de batalla
- 4.º Regimiento de Fusileros Montados
- 11.º Regimiento Panzer
- 6.º Batallón Motorizado
- 65.º Batallón Panzer
- 76.º Regimiento de Artillería
- 6.º Batallón de Reconocimiento
- 41.º Batallón Antitanque
- 82.º Batallón de Comunicaciones
- 57.º Batallón de Ingenieros
- 57.ª División de Infantería de Oficial de Suministro

## Miembros Notables
El príncipe Víctor de Ratibor (muerto en combate el 18 de septiembre de 1939 durante la invasión de Polonia, como teniente del 11.º Regimiento Panzer) Claus Schenk Graf von Stauffenberg (activo en la resistencia contra Hitler y el que colocaron la bomba que iban a matar a Hitler, el 20 de julio de 1944, que fue ejecutado tras el fracaso del complot del 20 de julio, el ejército de los cuarteles Graf von Stauffenberg Kaserne en Sigmaringen fue nombrada en su honor, 1961) Herbert Vahl (sirvió en la 65.ª División Panzer, más tarde comandante de la división de las Waffen-SS)